# Aksjomaty Zermela-Fraenkla
Aksjomaty Zermela-Fraenkla, aksjomatyka Zermela-Fraenkla – układ aksjomatów teorii mnogości zaproponowany przez Ernsta Zermela w 1904 roku i później uzupełniony przez Abrahama Fraenkla. Tym, co w istocie Fraenkel dodał do teorii Zermela, były funkcje.
Dla aksjomatyki Zermela-Fraenkla stosuje się często wygodną symbolikę ZF. Ze względu na specyfikę jednego z jej aksjomatów zwanego aksjomatem wyboru, stosuje się także obok ZF oznaczenie ZFC dla zaznaczenia, że dowód jakiegoś twierdzenia wymaga lub nie wymaga zastosowania aksjomatu wyboru.

## Historia
W przeszłości zbiory pojmowano intuicyjnie. Uważano na przykład, że każda właściwość pociąga za sobą istnienie odpowiadającego jej zbioru elementów, którym ta właściwość przysługuje. Takie pojmowanie teorii mnogości prowadziło jednak do sprzeczności, wśród których wymienić można antynomię Russela (mianowicie przyjmując za cechę niebycie własnym elementem {\displaystyle x\notin x,} otrzymuje się zbiór, który należy do siebie samego wtedy i tylko wtedy, kiedy do siebie nie należy). W toku dyskusji nad rozwijaną teorią matematycy przekonali się, że ich intuicje dotyczące pojęcia zbioru różnią się między sobą. Stało się jasne, że teoria mnogości wymaga oparcia na jakimś systemie aksjomatycznym.
Pierwszą próbę skonstruowania takiego systemu podjął Zermelo w 1904. Wprowadził jako pojęcia pierwotne swej teorii zbiór oraz relację bycia elementem {\displaystyle \in .} Pomysł Zermela obejmował aksjomaty jednoznaczności, zbioru pustego, sumy zbiorów, zbioru potęgowego, nieskończoności oraz aksjomat o podzbiorach dla danej formuły. Sformułowanie tego ostatniego zostało w pracy Zermela uznane za niejasne.
W 1908 roku Ernst Zermelo zaproponował pierwszy zestaw aksjomatów teorii mnogości: teorię mnogości Zermela. Ta aksjomatyczna teoria nie umożliwiała konstrukcji liczb porządkowych. Choć większość „zwykłej matematyki” można wyprowadzić bez ich używania, jednak liczby porządkowe są nieodzowne w większości badań teoriomnogościowych. Ponadto jeden z aksjomatów Zermela odwoływał się do bliżej niewyjaśnionego pojęcia „określonej” właściwości. W 1922 roku Abraham Fraenkel i Thoralf Skolem zaproponowali, niezależnie, uściślenie pojęcia „określoności” właściwości jako takich, które mogą zostać sformułowane w rachunku predykatów z równością, w którym jedynym symbolem spoza logiki jest binarny predykat „należenia do”, oznaczany symbolem {\displaystyle \in } (U+2208). Również niezależnie od siebie, zaproponowali oni zastąpienie aksjomatu podzbiorów przez aksjomat zastępowania. Stosując wspomniany schemat oraz dodając do teorii mnogości Zermela aksjomat regularności, zaproponowany przez Zermela w 1930 roku, otrzymuje się teorię ZF.

## Aksjomaty Zermela-Fraenkla

### Aksjomat ekstensjonalności
Jeżeli zbiory {\displaystyle a} i {\displaystyle b} mają te same elementy, to są identyczne:
{\displaystyle \forall a\;\forall b\;\left(\forall x\;(x\in a\Leftrightarrow x\in b)\Rightarrow a=b\right)}

### Aksjomat zbioru pustego
Istnieje zbiór, który nie ma żadnego elementu:
{\displaystyle \exists x\;\forall y\;\neg (y\in x)}
Na mocy aksjomatu ekstensjonalności istnieje tylko jeden zbiór posiadający taką właściwość: zbiór pusty, oznaczany symbolem {\displaystyle \emptyset }

### Aksjomat podzbiorów
Inne nazwy: aksjomat wyróżniania, aksjomat wycinania.
Dla każdego zbioru {\displaystyle b} istnieje zbiór {\displaystyle a,} złożony z tych i tylko tych elementów {\displaystyle x} zbioru {\displaystyle b,} które mają własność {\displaystyle \varphi {:}}
{\displaystyle \forall p_{1}\dots \forall p_{n}\;\forall b\;\exists a\;\forall x\;{\bigg (}x\in a\Leftrightarrow {\Big (}x\in b\land \varphi (x,b,p_{1},\dots ,p_{n}){\Big )}{\bigg )}}
Aksjomat podzbiorów daje się wyprowadzić z aksjomatu zbioru pustego i aksjomatu zastępowania.

### Aksjomat pary
Dla dowolnych zbiorów {\displaystyle a} i {\displaystyle b} istnieje zbiór {\displaystyle c,} którego elementami są dokładnie zbiory {\displaystyle a} i {\displaystyle b{:}}
{\displaystyle \forall a\;\forall b\;\exists c\;\forall x\;{\Big (}x\in c\Leftrightarrow (x=a\lor x=b){\Big )}}

### Aksjomat sumy
Dla dowolnej rodziny zbiorów {\displaystyle r} istnieje zbiór {\displaystyle u,} do którego należą dokładnie te elementy {\displaystyle x,} które należą do co najmniej jednego spośród zbiorów, które są elementami rodziny {\displaystyle r{:}}
{\displaystyle \forall r\;\exists u\;\forall x\;{\Big (}x\in u\Leftrightarrow \exists a\;(x\in a\land a\in r){\Big )}}

### Aksjomat zbioru potęgowego
Dla każdego zbioru {\displaystyle x} istnieje zbiór {\displaystyle p,} którego elementami są dokładnie podzbiory zbioru {\displaystyle x{:}}
{\displaystyle \forall x\;\exists p\;\forall z\;{\Big (}z\in p\Leftrightarrow \forall y\;(y\in z\Rightarrow y\in x){\Big )}}

### Aksjomat nieskończoności
Istnieje zbiór induktywny:
{\displaystyle \exists x\;{\Bigg (}\exists a\;{\Big (}a\in x\land \forall b\;\neg (b\in a){\Big )}}
{\displaystyle \land \forall c{\bigg (}c\in x\Rightarrow \exists d\;{\Big (}d\in x\land \forall e\;{\big (}e\in d\Leftrightarrow (e\in c\lor e=c){\big )}{\Big )}{\bigg )}{\Bigg )}}
Istnieje wiele takich zbiorów.
Część wspólna wszystkich takich zbiorów jest najmniejszym zbiorem o tych właściwościach i określa zbiór liczb naturalnych.

### Aksjomat zastępowania
Aksjomat podzbiorów jest jego słabszą wersją.
Jeżeli dla każdego {\displaystyle x} istnieje dokładnie jeden {\displaystyle y,} dla którego zachodzi {\displaystyle \Theta (x,y),} to dla dowolnego zbioru {\displaystyle X} istnieje taki zbiór {\displaystyle Y,} że:
{\displaystyle \forall y\;{\bigg (}y\in Y\Leftrightarrow \exists x\in X\;{\Big (}\Theta (x,y){\Big )}{\bigg )}}
{\displaystyle \forall p_{1}\dots \forall p_{n}\;\forall X\;{\Bigg (}\forall x\;\exists !y\;\Theta (x,y,X,p_{1},\dots ,p_{n})}
{\displaystyle \Rightarrow \exists Y\;\forall y\;{\bigg (}y\in Y\Leftrightarrow \exists x\;{\Big (}x\in X\land \Theta (x,y,X,p_{1},\dots ,p_{n}){\Big )}{\bigg )}{\Bigg )}}
przy czym: {\displaystyle \exists !y\;w(y)\Leftrightarrow ((\exists y)(\forall x)\;\left(w(x)\Leftrightarrow x=y\right))}

### Aksjomat regularności
Inna nazwa: aksjomat ufundowania.
Każdy niepusty zbiór {\displaystyle x} ma element rozłączny z {\displaystyle x{:}}
{\displaystyle \forall x\;{\Bigg (}x\neq \emptyset \Rightarrow \exists y\;{\bigg (}y\in x\land \neg {\Big (}\exists z\;(z\in x\land z\in y){\Big )}{\bigg )}{\Bigg )}}
Jest on niezależny od pozostałych aksjomatów. Rozważane są teorie, w których jako aksjomat przyjmuje się jego negację. Występujące w takich teoriach nieufundowane zbiory noszą nazwę hiperzbiorów.

### Aksjomat wyboru
Dla dowolnej rodziny {\displaystyle r} zbiorów niepustych parami rozłącznych istnieje selektor {\displaystyle s} (zbiór, do którego należy dokładnie jeden element z każdego zbioru należącego do rodziny).
{\displaystyle \forall r\;{\Bigg (}\forall a\;(a\in r\Rightarrow a\neq \emptyset )}
{\displaystyle \land \forall a\;\forall b\;{\bigg (}{\Big (}a\in r\land b\in r\land a\neq b{\Big )}\Rightarrow \neg {\Big (}\exists x\;(x\in a\land x\in b){\Big )}{\bigg )}}
{\displaystyle \Rightarrow \exists s\;\forall a\;{\Big (}a\in r\Rightarrow \exists !y\;(y\in s\land y\in a){\Big )}{\Bigg )}}
przy czym: {\displaystyle \exists !y\;w(y)\Leftrightarrow ((\exists y)(\forall x)\;\left(w(x)\Leftrightarrow x=y\right))}
Za pomocą pozostałych aksjomatów można udowodnić równoważność tego aksjomatu z lematem Kuratowskiego-Zorna oraz twierdzeniem, że w każdym zbiorze istnieje relacja dobrego porządku, a także z aksjomatem multiplikacji głoszącym, że dla dowolnej indeksowanej rodziny niepustych zbiorów {\displaystyle \langle a_{i}\colon i\in I\rangle } istnieje funkcja wyboru
{\displaystyle (f\colon I\to \bigcup _{i\in I}a_{i})} taka, że:
{\displaystyle f(i)\in a_{i}} dla wszystkich {\displaystyle i\in I.}

## Literatura dodatkowa
- Wojciech Guzicki, Piotr Zakrzewski: Wykłady ze wstępu do matematyki: wprowadzenie do teorii mnogości. Warszawa: Wydawnictwo Naukowe PWN, 2005. ISBN 83-01-14415-7. Brak numerów stron w książce
- Agnieszka Wojciechowska: Elementy logiki i teorii mnogości. Warszawa: WN PWN, 1979. ISBN 83-01-00756-7. Brak numerów stron w książce